# Cheilotoma
Cheilotoma es un género de escarabajos  de la familia Chrysomelidae. En 1837 Chevrolat describió el género. Contiene las siguientes especies:
- Cheilotoma beldei Kasap, 1984
- Cheilotoma erythrostoma Faldermann, 1837
- Cheilotoma musciformis Goeze, 1777
- Cheilotoma voriseki Medvedev & Kantner, 2003